# Conseil national du numérique (Sénégal)
Pour les articles homonymes, voir Conseil national du numérique.
Le Conseil national du numérique (CNN) est une commission consultative sénégalaise créée le 9 novembre 2018. Le conseil est officiellement installé le 18 juin 2020 par Mahammed Dionne, ministre d’État, secrétaire général de la présidence de la République, en présence de Ndèye Tické Ndiaye Diop, ministre de l'Économie numérique et des Télécommunications,.
Le CNN doit contribuer à accélérer le processus de transformation technologique initié en 2016 par le président Macky Sall, à travers la stratégie « Sénégal numérique 2025 »,,.

## Composition
Le CNN est composé de vingt membres bénévoles :
1. Ibrahima Nour Eddine Diagne, administrateur général de GAINDE 2000 ;
2. Meissa Déguène Ngom, PDG du Groupe CHAKA ;
3. Makhtar Fall, Président Iamg ;
4. Serigne Barro, DG People Input ;
5. Omar Cissé, DG InTouch ;
6. Yaya Diallo, DG IDYAL ;
7. Mamadou Thiam, DG NEDGE ;
8. Omar Guèye Ndiaye, DG Sonatel Multimédia-Directeur de la stratégie et du Développement (Sonatel)
9. Maimouna Dia Dione, DG SenTrust ;
10. Ndèye Absa Gningue, Responsable de l’Innovation Numérique à la BAD ;
11. Aissatou Sow, Directeur secteur public Afrique francophone de Intel ;
12. Ndèye Maimouna Diop, Présidente ISOC ;
13. Basile Niane; DG Socialnetlink
14. Modibo Diop, Expert-Consultant International en Energie, Infrastructures, Eau et TIC ;
15. Alex Corenthin, Maitre de Conférence titulaire du Département Génie Informatique de l’ESP ;
16. Karim Sy, Fondateur de Jokkolabs ;
17. Antoine Ngom, Président OPTIC ;
18. Pape Demba Diallo, Directeur exécutif chargé du processus d’Investissement et des secteurs TIC, Santé, Infrastructures, Transport, Industries, Tourisme et Services-FONSIS ;
19. Seydina Ndiaye, Directeur Centre des Réseaux et Systèmes d’Information, Ministère de l'Enseignement supérieur, de la Recherche et de l'Innovation
20. Mor Ndiaye Mbaye, Spécialiste en TIC et base de données, Conseiller, Autorité de Régulation des Télécommunications et des Postes.